# كارل فيريس
كارل فيريس (بالإنجليزية: Karl Ferris)‏ هو مصور بريطاني، ولد في 1948 في هيستينغز في المملكة المتحدة.